# NGC 7118
NGC 7118 (другие обозначения — PGC 67318, ESO 236-45, AM 2142-483) — галактика в созвездии Журавль.
Этот объект входит в число перечисленных в оригинальной редакции «Нового общего каталога».